# Carlos Iniesta Cano
Carlos Iniesta Cano (Madrid, 13 de maig de 1908 - Madrid, 6 d'agost de 1990) va ser un militar espanyol, tinent general del Exèrcit i director general de la Guàrdia Civil durant el tardofranquisme.

## Biografia
Va néixer el 13 de maig de 1908 en Madrid. Va ingressar als 15 anys en l'Acadèmia d'Infanteria de Toledo, aconseguint el grau de alferes de infanteria el 1926. Va servir durant 8 anys en el Protectorat Espanyol del Marroc en el Grup de Forces Regulars Indígenes de Tetuán núm. 1.

### Guerra Civil
En iniciar-se la Guerra Civil Espanyola, amb el grau de tinent, va sol·licitar l'ingrés en la Legió, servint en la quarta bandera que formava part de la 13a. Divisió —també coneguda com «la Mano Negra»— participant en l'avanç sobre Madrid i també en els combats de la Ciutat Universitària. Va destacar en diverses ocasions obtenint diverses condecoracions i aconseguint el grau de comandant. Durant la contesa va ser fet presoner en una ocasió però va aconseguir escapar.

### Dictadura franquista
En 1946 va obtenir el diploma d'oficial de Servei d'Estat Major. Entre 1949 i 1955 va estar destinat a l'ambaixada espanyola en Washington. Va ascendir a coronel el 1959. Entre 1964 i 1967 va ser director de l'Acadèmia General Militar de Saragossa. Posteriorment va exercir de governador militar d'Osca i governador militar de Madrid, on va destacar per la seva tenaç oposició als moviments estudiantils contraris al règim franquista.
El juliol del 1970 va ser nomenat ambaixador d'Espanya a Algèria, cessant en 1972. Ascendit a tinent general i nomenat director general de la Guàrdia Civil, va exercir aquest últim càrrec entre gener de 1972 i el 13 de maig de 1974. En la reserva des de 1978, va morir en 1990 a conseqüència d'una embòlia pulmonar després de patir un emfisema pulmonar i problemes circulatoris.
Va ser president de la Germandat d'Antics Cavallers Legionaris. Conseller nacional del Movimiento i membre de la Confederación Nacional de Excombatientes, és considerat com un destacat membre de la part militar del sector immobilista del règim durant el tardofranquisme, l'anomenat búnker.
Procurador de les Corts franquistes entre 1967 i 1977, va ser un dels 59 procuradors que el 18 de novembre de 1976, una vegada mort el dictador, van votar en contra de la Llei per a la Reforma Política que derogava la Llei de Principis del Movimiento Nacional

## Escrits
- Memorias y recuerdos, Editorial Planeta, Barcelona 1984.

## Reconeixements
- Gran Creu de la Reial i Militar orde de Sant Hermenegild (1964)[8]
- Gran Creu (amb distintiu blanc) de l'Orde del Mèrit Militar (1966)[9]
- Gran Creu de l'Orde de Cisneros (1969)[10]
- Gran Creu de l'Orde del Mèrit Civil (1972)[11]
- Gran Creu (amb distintiu blanc) de l'Orde del Mèrit Aeronáutic (1972)[12]
- Gran Creu de l'Orde Imperial del Jou i les Fletxes (1974)[13]